# 実写ゲーム
実写ゲーム（じっしゃゲーム）とは実写の画像や映像を使用したコンピュータゲーム。

## 定義
背景だけが実写でキャラクターはアニメ調なものや、ムービーなど一部分だけ実写の場合もあるが、御簾納直彦は実写ゲームを「ゲームプレイの部分に人物の実写画像を取り込んでいる作品」としている。
福山孝司は「既存のゲームに、実写映像、あるいは写真が目立つ形で使用されている作品」を実写ゲームとした。

## 歴史
1974年のアーケードゲーム『ワイルドガンマン』では16mmフィルムをスクリーンに映し出し、勝敗によって2台の映写機を切り替えて実写映像がシームレスに分岐、同作のようなエレメカは当時、幻灯機で映像を出していたため、珍しい方法だった。
1980年代になるとレーザーディスクゲーム登場、実写ゲームとアドベンチャーゲームは相性が良く、『ミステリーディスク』は実写映像を見た後にテキストや画像を元に事件を推理する同作は家庭向け及び実写インタラクティブドラマのルーツとみられる。同年代には『アストロンベルト』などシューティングゲームで背景に実写が使用されている作品があり、他にも多数発売された。
1980年代は男性向けのアダルトなものも多く、日本では脱衣麻雀、欧米ではストリップ・ポーカーで後者の1986年に発売された『サマンサ・フォックス ストリップ・ポーカー』は実写をゲームに取り込んだ先駆けとされる。
日本では同年に『Emmy2』があり、実写アイドルゲームの始祖的作品であった。その後も同様のゲームは複数発売され、1989年には生声を収録した先駆けである『NO・RI・KO』が登場した。同人ゲームにおいては1980年代末にオニオンソフトの100円ゲームシリーズでは『ハルマゲーム』など複数あった。
1990年代始めから半ばまでの家庭用ゲーム機のメディアがカートリッジからCDに移行した頃に実写ゲームはピークを迎え、1992年『モータルコンバット』は実写格闘ゲームの草分けで、ゲーム自体の完成度に難点があったが、同時期の他の格闘ゲームと違い、攻撃による流血が実写で表現され、ドットグラフィックスにはない痛々しさがあり、フォロワータイトルを多数生み出した。1990年代初頭の頃は日本では洋ゲーの実写ゲームが多数で、特にアメリカはリアル調な作品を好むことからそういったゲームが多く制作されたとみられる。映画を原作にしたゲームも多く、その映像の流用やゲーム用に新たに撮影した『デモリションマン』（1994年）のような作品も登場した。
実写ゲームは知名度があまりない作品が多かったが、1998年発売の『街 〜運命の交差点〜』はそれまでの同ジャンルのイメージを覆して読者レビューなどで好評を得た。
1990年代中頃までは実写が取り込まれたゲームは最新技術によるものとしてリアルさを求める者には魅力的な方法だったが1990年代後半以降は3DCGが発達したことで実写を使うことなくそのようなグラフィックを作れるようになったことで時代は3DCGへと大きく移り変わり、西暦では2000年以降、家庭用ゲーム機ではドリームキャスト、PlayStation 2の頃から実写ゲームは急速に減少していった。
2018年に『ブラック・ミラー』をインタラクティブ化した映画『ブラック・ミラー: バンダースナッチ』が配信され、日本でも『デスカムトゥルー』『春ゆきてレトロチカ』といった実写ゲームが新たに登場するようになっているが、製作者側も当たるかどうかは未知数であるという判断である。
Steamではアダルトゲームは配信しているが実在人物による性的表現があるゲームを配信しないとしていることから複数の実写アダルトゲームが配信不可となっており、2021年に女性と会話、ナンパをするシミュレーションゲーム『Super Seducer 3: The Final Seduction』は過去2作がSteamで配信中ながらそれだけが配信不可の裁定を受けた。